# Scandinavian Race Uppsala
La Scandinavian Race Uppsala, nota anche come Skandisloppet, è una corsa in linea maschile di ciclismo su strada che si disputa a Uppsala in Svezia, ogni anno a maggio. Dal 2009 è inserita nel calendario dell'UCI Europe Tour come evento di classe 1.2.

## Albo d'oro

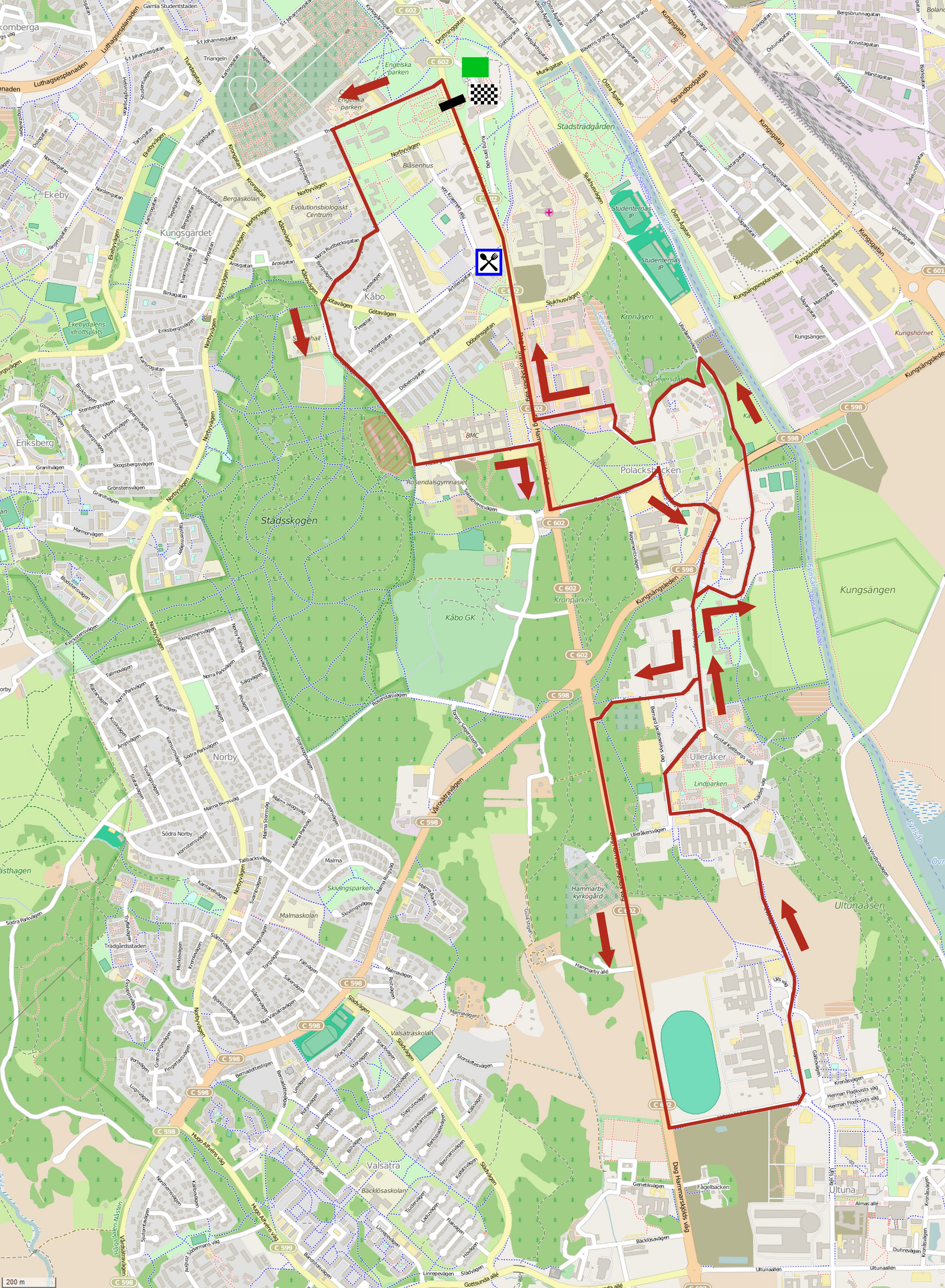
2014.

Aggiornato all'edizione 2022.
| Anno | Vincitore                                    | Secondo                                      | Terzo                                        |
| ---- | -------------------------------------------- | -------------------------------------------- | -------------------------------------------- |
| 1909 | Alex Ekström                                 |                                              |                                              |
| 1910 | Arvid Pettersson                             |                                              |                                              |
| 1911 | Erik Blomgren                                |                                              |                                              |
| 1912 | Henrik Morén                                 |                                              |                                              |
| 1913 | Karl Landsberg                               |                                              |                                              |
| 1914 | Karl Landsberg                               |                                              |                                              |
| 1915 | Ragnar Malm                                  |                                              |                                              |
| 1916 | Axel Eriksson                                |                                              |                                              |
| 1917 | Ragnar Malm                                  |                                              |                                              |
| 1918 | Ragnar Malm                                  |                                              |                                              |
| 1919 | Ragnar Malm                                  |                                              |                                              |
| 1920 | Harry Stenqvist                              |                                              |                                              |
| 1921 | Algot Persson                                |                                              |                                              |
| 1922 | Ragnar Malm                                  |                                              |                                              |
| 1923 | Sigfrid Lundberg                             |                                              |                                              |
| 1924 | Ragnar Malm                                  |                                              |                                              |
| 1925 | Karl Lundberger                              |                                              |                                              |
| 1926 | Henry Hansen                                 |                                              |                                              |
| 1927 | Henry Hansen                                 |                                              |                                              |
| 1928 | Henry Hansen                                 |                                              |                                              |
| 1929 | Henry Hansen                                 |                                              |                                              |
| 1930 | Henry Hansen                                 |                                              |                                              |
| 1931 | Henry Hansen                                 |                                              |                                              |
| 1932 | Martin Lundin                                |                                              |                                              |
| 1933 | Bernhard Britz                               |                                              |                                              |
| 1934 | Sven Thor                                    |                                              |                                              |
| 1935 | Berndt Carlsson                              |                                              |                                              |
| 1936 | Ingvar Eriksson                              |                                              |                                              |
| 1937 | Martin Lundin                                |                                              |                                              |
| 1938 | Ingvar Eriksson                              |                                              |                                              |
| 1939 | Harry Jansson                                |                                              |                                              |
| 1940 | Sven Johansson                               |                                              |                                              |
| 1941 | Bengt Malmgren                               |                                              |                                              |
| 1942 | Martin Lundin                                |                                              |                                              |
| 1943 | Gunnar Jansson                               |                                              |                                              |
| 1944 | Erik Törnblom                                |                                              |                                              |
| 1945 | Halle Janemar                                |                                              |                                              |
| 1946 | Harry Jansson                                |                                              |                                              |
| 1947 | Ingvar Eriksson                              |                                              |                                              |
| 1948 | Sven Johansson                               |                                              |                                              |
| 1949 | Yngve Lundh                                  |                                              |                                              |
| 1950 | Ingvar Birgersson                            |                                              |                                              |
| 1951 | Sven Johansson                               |                                              |                                              |
| 1952 | Sven Johansson                               |                                              |                                              |
| 1953 | Allan Carlsson                               |                                              |                                              |
| 1954 | Arne Tevall                                  |                                              |                                              |
| 1955 | Eluf Dalgaard                                |                                              |                                              |
| 1956 | Danimarca                                    |                                              |                                              |
| 1957 | Nils Körberg                                 |                                              |                                              |
| 1958 | Owe Adamsson                                 |                                              |                                              |
| 1959 | Göte Sundell                                 |                                              |                                              |
| 1960 | Rune Nilsson                                 |                                              |                                              |
| 1961 | Owe Adamsson                                 |                                              |                                              |
| 1962 | Owe Adamsson                                 |                                              |                                              |
| 1963 | Göte Sundell                                 |                                              |                                              |
| 1964 | Göran Wagman                                 |                                              |                                              |
| 1965 | Jupp Ripfel                                  |                                              |                                              |
| 1966 | Paul Munther                                 |                                              |                                              |
| 1967 | Gösta Pettersson                             |                                              |                                              |
| 1968 | Bo Anderberg                                 |                                              |                                              |
| 1969 | Jupp Ripfel                                  |                                              |                                              |
| 1970 | Sune Wennlöf                                 |                                              |                                              |
| 1971 | Roine Grönlund                               |                                              |                                              |
| 1972 | Mats Mikiver                                 |                                              |                                              |
| 1973 | Lars Gustafsson                              |                                              |                                              |
| 1974 | Ronnie Carlsson                              |                                              |                                              |
| 1975 | Alf Segersäll                                |                                              |                                              |
| 1976 | Svein Langholm                               |                                              |                                              |
| 1977 | Bernt Scheler                                |                                              |                                              |
| 1978 | Thomas Eriksson                              |                                              |                                              |
| 1979 | Sixten Wackström                             |                                              |                                              |
| 1980 | Per Christiansson                            |                                              |                                              |
| 1981 | Per Christiansson                            |                                              |                                              |
| 1982 | Juha Narkiniemi                              |                                              |                                              |
| 1983 | Bengt Asplund                                |                                              |                                              |
| 1984 | Håkan Larsson                                |                                              |                                              |
| 1985 | Handers Johansson                            |                                              |                                              |
| 1986 | Roul Fahlin                                  |                                              |                                              |
| 1987 | Magnus Knutsson                              |                                              |                                              |
| 1988 | Klas Johansson                               |                                              |                                              |
| 1989 | Peter Pegestam                               |                                              |                                              |
| 1990 | Hans Kindberg                                |                                              |                                              |
| 1991 | Magnus Knutsson                              |                                              |                                              |
| 1992 | Johan Fredriksson                            |                                              |                                              |
| 1993 | Klas Johansson                               |                                              |                                              |
| 1994 | Patrik Serra                                 |                                              |                                              |
| 1995 | Vegard Øverås-Lied                           |                                              |                                              |
| 1996 | Vegard Øverås-Lied                           |                                              |                                              |
| 1997 | Kristoffer Johansen                          |                                              |                                              |
| 1998 | Marcin Sapa                                  |                                              |                                              |
| 1999 | Göran Enström                                |                                              |                                              |
| 2000 | Stefan Adamsson                              |                                              |                                              |
| 2001 | Magnus Lömäng                                |                                              |                                              |
| 2002 | Tobias Lergard                               |                                              |                                              |
| 2003 | Fredrik Ericsson                             |                                              |                                              |
| 2004 | Lucas Persson                                |                                              |                                              |
| 2005 | Lucas Persson                                | Marcus Svensson                              | Mattias Carlzon                              |
| 2006 | Lucas Persson                                | Tommi Martikainen                            | Jan Mattsson                                 |
| 2007 | Mattias Westling                             | Jan Mattsson                                 | Christofer Stevensson                        |
| 2008 | Morten Høberg                                | Thomas Bendixen                              | Michael Stevenson                            |
| 2009 | Jonas Aaen Jørgensen                         | Christofer Stevenson                         | Philip Nicholas Nielsen                      |
| 2010 | Philip Nicholas Nielsen                      | Patrik Stenberg                              | Øystein Stake Laengen                        |
| 2011 | Andžs Flaksis                                | Armands Becis                                | Michael Stevenson                            |
| 2012 | Jonas Ahlstrand                              | Michael Olsson                               | Edvin Wilson                                 |
| 2013 | Alexander Gingsjö                            | Markus Johansson                             | Toms Skujiņš                                 |
| 2014 | Jonas Aaen Jørgensen                         | Markus Johansson                             | Yannick Janssen                              |
| 2015 | Nicolai Brøchner                             | Ludvig Bengtsson                             | Casper Pedersen                              |
| 2016 | Syver Wærsted                                | Ludwig Bengtsson                             | Nicolai Brøchner                             |
| 2017 | Nicolai Brøchner                             | Morten Øllegaard                             | Rasmus Christian Quaade                      |
| 2018 | Trond Trondsen                               | Nicklas Amdi Pedersen                        | Niklas Larsen                                |
| 2019 | Rasmus Bøgh Wallin                           | Jonas Aaen Jørgensen                         | Mathias Bundsgaard Matz                      |
| 2020 | annullata a causa della Pandemia di COVID-19 | annullata a causa della Pandemia di COVID-19 | annullata a causa della Pandemia di COVID-19 |
| 2021 | annullata a causa della Pandemia di COVID-19 | annullata a causa della Pandemia di COVID-19 | annullata a causa della Pandemia di COVID-19 |
| 2022 | Rasmus Bøgh Wallin                           | Nils Lau Nyborg Broge                        | Mathias Larsen                               |